# Third Degree
Third Degree är ett album av Johnny Winter, utgivet 1986.

## Låtlista
1. "Mojo Boogie" (Lenoir) - 4:37
2. "Love, Life And Money" (Dixon/Glover) - 5:19
3. "Evil On My Mind" (Winter) - 2:19
4. "See See Baby" (King/Thompson) - 3:08
5. "Tin Pan Alley" (Jones) - 4:59
6. "I'm Good" (Collins/Lee) - 3:49
7. "Third Degree" (Boyd/Dixon) - 6:35
8. "Shake Your Moneymaker" (James) - 2:36
9. "Bad Girls Blues" (Memphis Willie B.) - 4:33
10. "Broke And Lonely" (Watson) - 4:52

## Medverkande
- Johnny Winter - elgitarr, national steel guitar, sång
- Ken Saydak - piano
- Mac "Dr. John" Rebennack - piano på 2 och 5
- Johnny Goyen - bas
- Tommy Shannon - bas på 4, 8 och 10
- Casey Jones - trummor
- Uncle John "Red" Turner - trummor på 4, 8 och 10